# AMC-7
O AMC-7 (anteriormente conhecido por GE-7) foi um satélite de comunicação geoestacionário construído pela Lockheed Martin, que esteve localizado na posição orbital de 135 graus de longitude oeste e foi operado inicialmente pela GE Americom e, posteriormente pela SES. O satélite foi baseado na plataforma A2100A e sua expectativa de vida útil era de 15 anos. O satélite saiu de serviço em janeiro de 2020 e foi enviado para a órbita cemitério.

## História
O nome original do satélite era GE-7, mas como os satélites GE foram renomeados para AMC após a compra da GE Americom pela SES.
O AMC-7 pesa 2,2 tonelada (com combustível) o mesmo carrega 24 transponders em banda C para fornecer áudio, vídeo e internet de banda larga e comunicações para o território continental dos EUA, o Alasca e no Caribe após o estacionamento a 137 graus de longitude oeste.

## Lançamento
O satélite foi lançado com sucesso ao espaço no dia 14 de setembro de 2000, às 22:54 UTC, por meio de um veículo Ariane-5G, que foi lançado a partir do Centro Espacial de Kourou na Guiana Francesa, juntamente com o satélite Astra 2B. Ele tinha uma massa de lançamento de 1.983 kg.

## Capacidade e cobertura
O AMC-7 era equipado com 24 transponders em banda C para prestação de serviços de programação de cabo para o território continental dos Estados Unidos, Alasca, Havaí e Caribe.